# Cahiers d'Asie centrale
Cahiers d'Asie centrale est une revue scientifique pluridisciplinaire destinée à la recherche en science humaine et sociale dans l'aire centrasiatique.
Appréhendant un espace placé au carrefour des mondes russe, turc, chinois et iranien, cette revue pluridisciplinaire entend aider à la compréhension de ses réalités et de ses mutations. Elle propose une multiplicité de points de vue, en conjuguant des articles écrits par des chercheurs locaux et occidentaux.
 Cahiers d'Asie centrale est une revue disponible en accès libre sur le portail OpenEdition Journals.